# HEY WHAT'S UP?
「HEY WHAT'S UP? 」は、赤西仁の3枚目のシングル。2013年8月7日にワーナーミュージック・ジャパンから発売。
黒木メイサとの結婚が明らかとなり、1年間活動を休止していたが、この曲で復帰。
オリコン週間ランキングでは2013年8月19日付で2位となり、累計売上は12.7万枚を記録。KAT-TUN在籍時も含め、初めて首位を逃した。
タイトル曲は、TOKYO GIRLS COLLECTION 2013 AUTUMN/WINTER公式ソングに起用された。

## 収録曲

### 初回限定盤A（CD＋DVD）
CD
1. Hey What's Up?
作詞：Jin Akanishi　作曲：Jin Akanishi/Zen Nishizawa
2. KEY TO YOUR HEART 〜君のココロの鍵〜
作詞：Jin Akanishi　作曲：Jin Akanishi/Zen Nishizawa
3. Hey What's Up?（Instrumental）
4. KEY TO YOUR HEART 〜君のココロの鍵〜（Instrumental）

DVD
1. Hey What's Up?（MUSIC VIDEO）
2. Hey What's Up?（MAKING OF MUSIC VIDEO）

### 初回限定盤B（CD＋DVD）
CD
1. Hey What's Up?
2. KEY TO YOUR HEART 〜君のココロの鍵〜
3. Hey What's Up?（Instrumental）
4. KEY TO YOUR HEART 〜君のココロの鍵〜（Instrumental）

DVD
1. レコーディング＆ジャケット撮影ドキュメント映像

### 初回限定盤C（CD＋フォトブック）
1. Hey What's Up?
2. KEY TO YOUR HEART 〜君のココロの鍵〜
3. Hey What's Up?（Instrumental）
4. KEY TO YOUR HEART 〜君のココロの鍵〜（Instrumental）

### 通常盤
1. Hey What's Up?
2. KEY TO YOUR HEART 〜君のココロの鍵〜
3. SUMMER LOVING
4. Hey What's Up?（Instrumental）
5. KEY TO YOUR HEART 〜君のココロの鍵〜（Instrumental）
6. SUMMER LOVING（Instrumental）